# Tootsie's Cabaret
El Tootsie's Cabaret es el nombre de un club de estriptis ubicado en Miami Gardens, un suburbio de Miami (Florida). Con dos plantas y algo más de 6 874 m², es considerado el club más grande de Estados Unidos.

## Historia
Tootsie's Cabaret abrió sus puertas en 1993 como un pequeño club en Miami Gardens. En 2006, el club se mudó a un edificio que anteriormente albergaba el centro de distribución de BJ en un sitio de 14 acres en 150 Northwest 183rd Street en Miami Gardens. El edificio cerca de la esquina de la autopista 441 y Miami Gardens Drive tiene un estacionamiento cubierto con entrada VIP privada.
En 2007, una subsidiaria de RCI Hospitality Holdings Inc. adquirió Tootsie's Cabaret por 25 millones de dólares. En 2015, otra subsidiaria del holding RCI compró el edificio, la plaza y el almacén en el que se ubica.
El diseño del lugar incluye cuatro bares de licores completos, tres escenarios con un escenario principal de 122 m², suites con champán, palcos espaciosos, un restaurante y un gran bar deportivo.
Tootsie's es conocido por su entrada privada utilizada por celebridades y deportistas profesionales. Se sabe que los deportistas y otras celebridades frecuentan el lugar, y que algunos de los platos más solicitados que sirven son la cola de langosta y las alitas de pimienta con limón.
El 1 de marzo de 2022, RCI anunció que Tootsie's fue una de las primeras subsidiarias de RCI en aceptar Bitcoin como medio de pago.

## Polémica durante la pandemia de coronavirus
En octubre de 2020, Tootsie's Cabaret demandó al condado de Miami-Dade por el toque de queda de medianoche a las 12 horas que había impuesto en bares y clubes como medio para limitar la propagación del Covid-19. Tootsie's argumentó que el toque de queda del condado entraba en conflicto con la orden del gobernador Ron DeSantis que prohibía a los gobiernos locales imponer restricciones relacionadas con el coronavirus a las empresas.

## En la cultura popular
El artista canadiense Drake, en su canción de 2015 Back to Back mencionó el Tootsie en la letra: "Quiero decir, vaya, no puedo engañar a la ciudad, hombre, ellos saben lo que pasa, en el segundo piso de Tootsie's, que le froten los hombros". El artista musical de Miami Pitbull también dio cuenta del club en su álbum Global Warming de 2012. Estoy fuera de eso, "Scarlett's, Tootsies, me encanta". La revista Time Out enumera el cabaret como uno de los principales destinos de Miami. El medio web Thrillist le remarcó como el mejor club de estriptis para ver un partido.
El 2 de diciembre de 2021, el artista contemporáneo Todd Gray, como parte de la famosa Semana del Arte de Miami, pintó el cuerpo de una bailarina y vio una vista previa de obras de arte originales recientes en Tootsie.